# ستيف موليتور
ستيف موليتور (بالإنجليزية: Steve Molitor) مواليد 4 أبريل 1980 في سارنيا، كندا، هو ملاكم كندي يصنف ضمن فئة وزن الديك. حقق بطولة الاتحاد الدولي للملاكمة.

## إحصائيات
خاض خلال مسيرته 37 نزالا، فاز في 34 ولم يتعادل وخسر في 3. فاز بالضربة القاضية في 12 نزالا.

## وصلات خارجية
- ستيف موليتور على موقع بوكس ريك (الإنجليزية) (registration required)
- الموقع الرسمي